# Símbolo de paz
Varios símbolos de la paz se han utilizado de muchas maneras en diversas culturas y contextos. La paloma y la rama de olivo fueron utilizadas simbólicamente por los primeros cristianos y, finalmente, se convirtieron en un símbolo de paz secular, popularizado por una litografía de la paloma de Pablo Picasso después de la Segunda Guerra Mundial. En la década de 1950, el "signo de la paz", como se lo conoce hoy (también conocido como "amor y paz"), fue diseñado por Gerald Holtom como logotipo de la Campaña Británica para el Desarme Nuclear (CND), un grupo en la vanguardia del movimiento por la paz en el Reino Unido y adoptado por activistas contra la guerra y la contracultura en Estados Unidos y otros lugares. El símbolo es una superposición de las señales del semáforo para las letras "N" y "D", que se supone que significan "desarme nuclear", al mismo tiempo que actúa como referencia al 3 de mayo de 1808 (1814) de Goya (también conocido como "Campesino ante el pelotón de fusilamiento").

Paloma blanca representativa de la paz.

Entre los símbolos de la paz en la Tierra se encuentran dos gráficos muy importantes.
- Una paloma blanca, con una rama de olivo en el pico. Reconocida como símbolo de paz tras las guerras del siglo XX. Esta paloma es de origen bíblico. Aparece por primera vez en el relato del Arca de Noé, siendo la encargada de ver cuál era el estado del mundo tras el diluvio universal.

Símbolo de la paz.

- Un círculo con tres líneas en su interior, una en la parte superior hasta abajo y dos en la inferior en forma de huella de ave, que tuvo su etapa más representativa en la década de los 60 con la cultura y movimiento hippie. Fue creado en 1950 por el diseñador británico Gerald Holtom para la campaña de desarme "British Campaign for Nuclear Disarmament", aunque después su significado se extendería al sentido más general de "paz" con el que se interpreta hoy en día. Holtom se basó en las letras (Nuclear Disarmament) según el abecedario semáforo en donde N se representaría con ambos brazos hacia abajo (uno a un lado y otro al otro) y la De con un brazo vertical hacia arriba y otro vertical hacia abajo. Tiempo después Holtom admitió que se inspiró en la pintura de Goya "3 de Mayo en Madrid" donde un campesino está a punto de ser fusilado, él se arrepintió de la connotación negativa del símbolo y quiso que se invirtiera, es decir que apuntara hacia arriba, pero su deseo fue ignorado.[1]

Símbolo de la paz japonés.

## Otros países
En Japón se adoptó de facto la grulla de origami como símbolo de la paz.
En Estados Unidos, fue introducido por el pacifista Bayard Rustin, amigo de Martin Luther King Jr.
Fue ampliamente usado por los opositores a la Guerra de Vietnam en la década de 1960 y se puso de moda entre los hippies.

## Banderas de la Paz
El contexto de la globalización ha hecho ver la importancia de respetar los símbolos locales, dentro de un contexto global; y la educación para la paz, pasa por la presencia de símbolos externos que con sus arquetipos cercanos contribuya a la cultura de la paz y la amistad.
En 2016, por iniciativa de "Trapped in Suburbia", expertos en comunicación global, con el apoyo de UNESCO, fueron diseñadas una bandera de la paz por cada país, encargando su diseño a destacados artistas y diseñadores gráficos de cada país. La idea nació dada la dificultad de consenso sobre una bandera única, ya que los símbolos, los conceptos de paz e incluso los colores tienen diferentes significados en diferentes culturas.